# Preseka Oborovska
Preseka Oborovska je naselje u općini Rugvica u Zagrebačkoj županiji.

## Zemljopis
Smješteno je na lijevoj obali rijeke Save 27 km istočno od središta Zagreba, odnosno 11 km južno od Dugog Sela, 5,5 km južno od Rugvice. Naselje je smješteno na 101 m/nv. Pripada mikroregiji Gornje Posavine Središnje Hrvatske. U sastavu je katoličke župe Sv. Jurja mučenika i sv. Jakova apostola iz Oborova, Dugoselskog dekanata.

## Stanovništvo
Po popisu stanovništva iz 2001. godine u naselju živi 162 stanovnika u 66 kućanstava.
Broj stanovnika:
- 1981.: 179 (61 kućanstvo)
- 1991.: 136
- 2001.: 162 (66 kućanstava)

| broj stanovnika | 266   | 257   | 288   | 344   | 365   | 371   | 371   | 358   | 138   | 280   | 273   | 208   | 179   | 136   | 162   | 154   | 115   |
|                 | 1857. | 1869. | 1880. | 1890. | 1900. | 1910. | 1921. | 1931. | 1948. | 1953. | 1961. | 1971. | 1981. | 1991. | 2001. | 2011. | 2021. |

## Povijest i gospodarstvo
Preseka se prvi puta spominje 1231. godine. Ime joj nastaje od "presjeći" što nam govori da se na tome mjestu moglo "presjeći", prijeći preko savskih rukavaca na drugu stranu rijeke. Od sredine 19. stoljeća Preseka je u sastavu dugoselskog kotara, a od sredine prošlog stoljeća u općini Dugo Selo, a od 1993. u općini Rugvica. Austro-Ugarska administracija ime sela Preseka, 1900. godine promijenila je u Preseka Oborovska, kako joj je i danas naziv. Često ju nazivaju i Oborovska Preseka. U prošlom stoljeću dio stanovništva bio je veliki pobornik komunizma i partizanskog pokreta, pa su često selo nazivali i "Crvena Preseka" Komunistička partija u Preseki osnovana je 1938. godine. 

## Gospodarstvo
Gospodarska osnova je poljodjelstvo i stočarstvo.